# Canohès
Canohès é uma comuna francesa na região administrativa da Occitânia, no departamento dos Pirenéus Orientais. Estende-se por uma área de 8.56 km², com 6.199 habitantes, segundo o censo de 2018, com uma densidade de 720 hab/km².